# 桃園市立武陵高級中等學校
桃園市立武陵高級中等學校（英語：Taoyuan Municipal Wu-Ling Senior High School，縮寫），常稱武陵高中、武陵，是一所在臺灣桃園市桃園區的男女合校普通型高級中等學校。前身為1955年創立的省立臺北成功高級中學茄苳溪分部，1959年獨立設校。校園位於桃園區南郊茄苳溪畔、省道上，除了一般台灣高中學程的普通班外，也有開設科學班（與國立中央大學合作）、數理資優班、語文資優班等資優式特殊教育項目。
武陵高中與大葉大學、佛光大學、長庚大學、國立中央大學有合作協議，並和日本大阪府天王寺高等學校、日本山形縣立酒田東高等學校、法國土魯斯歐然那公立高中互為姊妹校。

## 校園歷史

### 創校早期
台灣戰後初期（约在1953－1954年），建國中學、師大附中、成功高中、北一女中、北二女中等五校學生較多，然當時臺海情況仍不安定、時有空襲，因此安全起見，省政府決議在台北市外圍、台北縣及桃園縣建立聯合分部。各省中聯合分部平時由各主辦學校管理，一旦發生戰事，學生無法回校本部上學，即打破學校藩籬，依學生居住地點，就近到各地聯合分部上課。據《桃園縣志》紀載，「對地方而言，成立中學為地方之大事，甚受地方人士歡迎。」
1955年1月，「臺灣省立臺北成功中學茄苳溪分部」創辦。創校初期並無獨立校區，只得與桃園縣茄苳溪國民學校（今桃園市八德區茄苳國民小學）借用兩間教室因應，全校僅初一、初二各一班全年在茄苳溪分部上課，此即為武陵高中的前身。桃園分部為各省立學校當時唯一一所同時招收男生和女生的分部，使得今日的武陵高中成為全臺灣錄取分數較高的十餘所高中之中，少數的男女合校制學校。
在1957年，省政府教育廳決議將茄苳溪分部改制為「臺北市五省中桃園聯合分部」，並另覓校址。其時成功中學校長潘振球先生為使新校區籌建工作順利，爰派遣章連終先生來桃園主持其事，並推定潘振球先生為籌建委員會主任委員。幾經奔走諮商，決定在今日武陵現址上，由教育廳、桃園縣政府、桃園鎮公所分擔補助五百萬元，就建教室六棟共計12間、辦公室一棟計21間、單身宿舍、眷舍等。當時行政樓上掛有精神標語「愛國家，求進步」，與成功高中本校區相同，是武陵高中在行政大樓上懸掛標語的濫觴。1958年，成功中學茄苳溪分部以「成功桃園分部」之名獨立參與臺北市立公立高級中學聯合招生。該年，桃聯分部唯一一屆高中畢業生中，在當年聯考錄取率僅28.3%的背景下，全校49人有39人錄取大學，升學率達80%，其中臺大9人、政大8人。當年桃園縣內之省立桃園高中、省立楊梅高中在國民政府接收臺灣後，皆未曾有學生考取臺大。

### 獨立設校

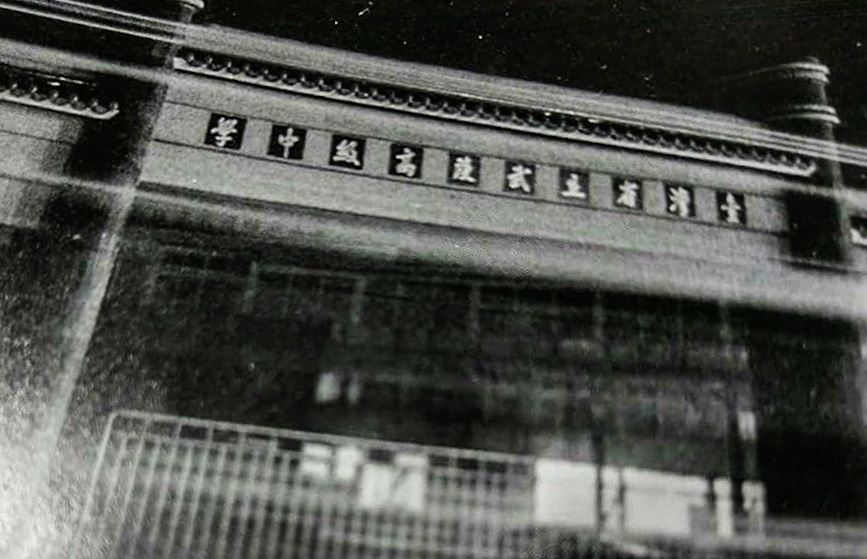
武陵高中在省立時期的校門

至1959年兩岸關係較和緩後，考量茄苳溪分部距離母校成功中學過遠，臺灣省教育廳於是宣布分部獨立設校。1959年4月1日，定名為「臺灣省立武陵中學」，獨立時全校只有5個班級。由於武陵高中在4月1日獨立之故，遂定此日為校慶日（與愚人節同一天）。獨立後，儘管武陵高中地處桃園縣，但仍繼續參與臺北市立公立高級中學聯合招生，吸引許多臺北學子前來就讀。而1959年也是武陵高中重要精神象徵「美池」的完工年分。1967年12月5日，臺灣省政府教育廳「府財教二字第九六二三八號令」正式核定《縣市立中學高中班級及縣市立職業學校處理辦法》，陸續將省立學校初中部逐年結束，開始落實「省辦高中，縣市辦初中」的教育政策，將原先屬於各省立中學的初中獨立。1970年，當時高中部已有27個班級的武陵中學停辦初中部，並定名「臺灣省立武陵高級中學」。回顧台灣教育史，九年國民教育初實施時，當年五省中分部僅武陵一校選擇保留高中、廢除初中（秀峰高中部為2000年增設）。
1978年10月22日，在各方武陵校友的促成下，武陵高中校友會成立。民國80年，劉永水任內，由圖書館主任陳宏銘製作「昂首闊步武陵人」升學海報，大獲好評，並成為當時武陵不成文的校訓。1982年，學校為社會觀感問題，取消原男生樂隊，並改為女生樂隊，由附近中興國中音樂教師陳榮昇兼任指導。1984年，武陵高中員生消費合作社成立，地址起先選於活動中心處，售貨員兩人由友校振聲中學推選女學生擔任。
1980年，曾任基隆二中校長的侯建威自台灣書店經理調來武陵高中。侯調至武陵後，為提振升學率，實行許多改革。當時武陵高中，第一類組（文法商）占13個班中的8個班，但第一類組無法體現提升升學率，便致力於改變校園風氣。首先，將任課教師的任課由固定年級制改為隨班制，即教授同一批學生三年而不改換，使教師更熱衷投注於升學活動，有效提升成績。在侯任內，武陵高中裝設冷氣設備，畢業旅行也一改舊制，至中橫公路旅行。過去桃園各國中優秀學生，大多先參加北聯，未能如願考取前三志願者再以轉學方式在二年級時來讀武陵，造成教學困擾，後來便不再招收。

### 校務擴張
進入民國七十年代後，隨著以新竹科學園區為代表的高科技產業興起，臺灣對於特殊高級科學人才的需求也與日俱增。1984年，政府頒行特殊教育法，對於一般能力優異、學術性向優異及特殊才能優異三類學生實施特殊教育。並隨後在1987年「特殊教育法施行細則」、「特殊教育課程、教材及教法實施辦法」中使成立數理資優班的法源依據更加完備。在此趨勢下，武陵高中遂於1988年陳震校長任內成立「數理資優班」，並將數理資優班班級教室規畫於甫竣工的志清樓，首任導師為林昆東先生。武陵高中數理資優班成立後，僅兩年時間，便有學生代表中華民國參與加拿大國際科展，為武陵高中首次參與國際科展之案例。1991年，「音樂資優班」成立。1991年，在全國聯考錄取率38%的背景下，武陵高中大學聯考錄取率達92%。1992至1996年間，武陵高中錄取國立臺灣大學比率達0.99%，為全臺灣高中排名第17，這是武陵高中首次進入全臺前20名高中排行。1994年，武陵高中首次舉辦「成年禮」，並再次主辦臺灣省高中聯考總闈場。

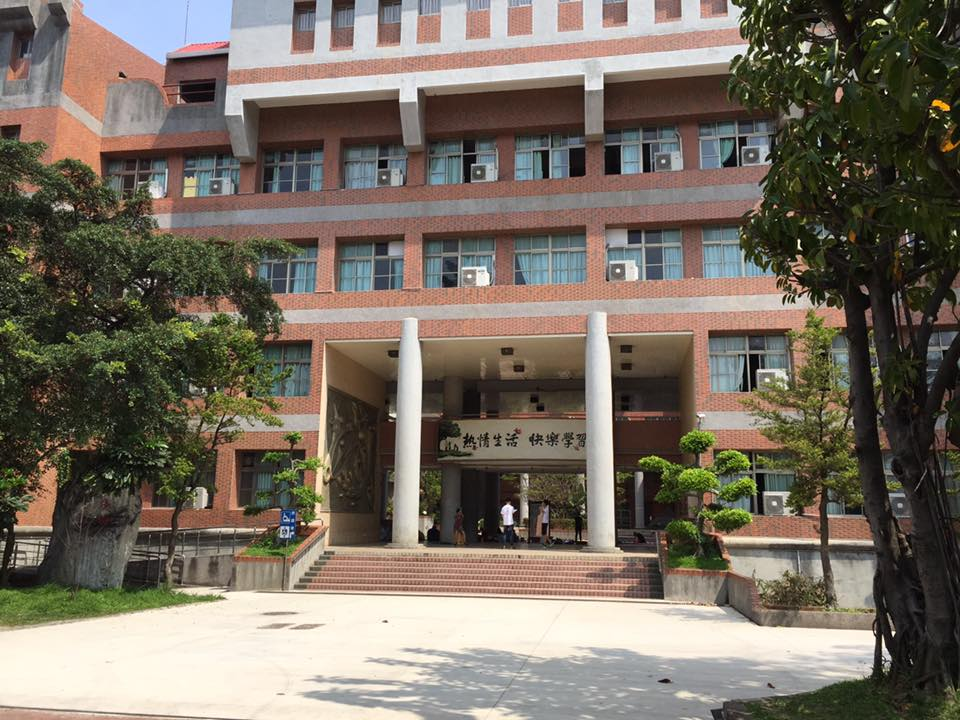
武陵高中崇德樓外觀。

進入民國八十年代後，因應武陵高中校務的迅速擴張，對於新校舍的需求急速增加。在1986年志清樓完成後，校方決議啟動「校園整建六年發展計畫」，更進一步改建大多數的既有磚造式校舍，並於原地重建崇德樓、育菁樓、科學館、美術館、圖書館等建築。1994年11月10日，武陵高中最大的建築育菁樓完工，可容納超過30個班級，同日崇德樓開始動工。1995年，美育館及展演廳完工，音樂班遷入。1997年，高五層樓的崇德樓完工，成為武陵校園最高建築；同年，包括校長室、教務處、總務處、教官室、學務處等處室移入本樓。1988年，科教館完工，武陵高中新增了生物、物理、化學實驗室各2間及3間視聽教室。

### 千禧年以後

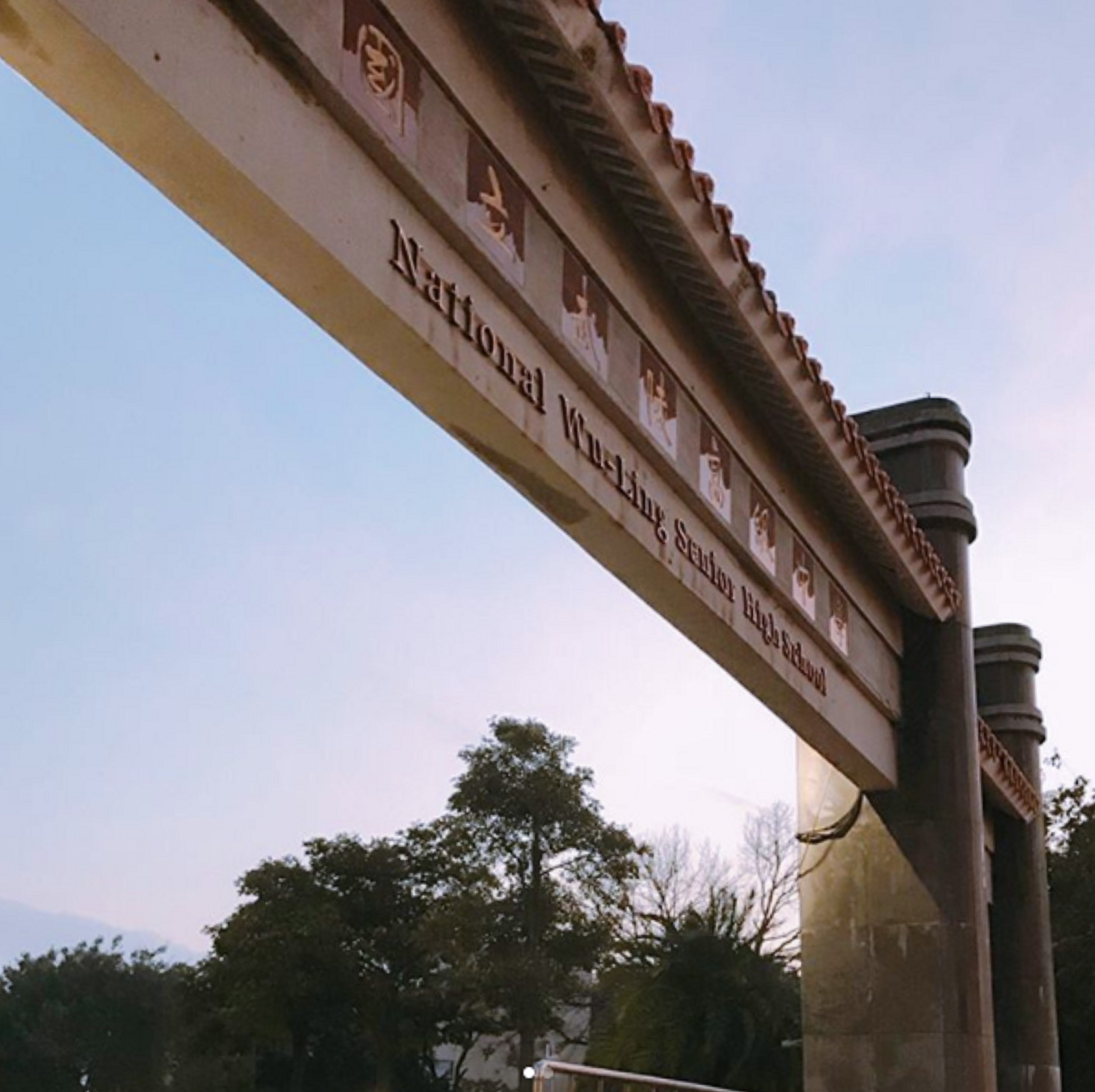
武陵高中國立時代大門題字

1997年，國民大會通過憲法增修條文，確立了省虛級化的法源基礎。隨後，中央政府宣布將原本屬於省教育廳管轄的省立高中改由教育部中部辦公室直接管轄；是故，於2000年2月1日，省立武陵高中升格為「國立武陵高級中學」。當時全校已有63個班級，與今日之規模相當。其間，1998年，武陵高中為增強學生課業表現、培養醫事科學人才，開始辦理「醫事人才甄選計畫」，俗稱為「醫科班」（即202、302），首任導師為陳國樑。
2004年，為平衡桃園地區語文資優教育的發展，教育部在武陵高中核准設立「語文資優班」。2009年，學校正式成立身心障礙資源計畫，並將該計畫學生混編在各普通班內。然而，隨著臺灣教育的進步與資優教育方面的長足發展，莘莘學子對於資優教育的需求也逐漸提高，武陵高中僅有數理資優班的規劃造成了每年超過500位新生爭奪30名數資班名額的競爭。。

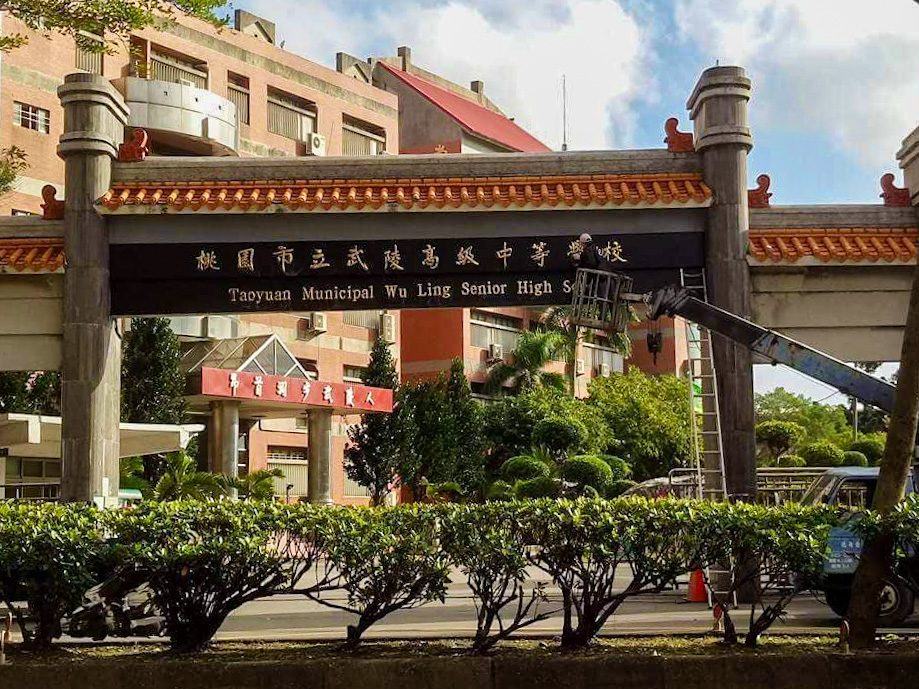
2017年12月30日，因應學校更名，工人拆卸原本「國立武陵高中」牌坊字樣，執行新銜石刻的安裝。

2006年，在課外教學活動中，美術教師姜昌明與5名學生，意外發現朱熹紫陽書院中的「立修齊志、讀聖賢書、忠孝節義」珍貴石刻拓本，基於原石刻已經亡佚，目前此本為全台灣唯一拓本。姜昌明推估光是拓本就有180年歷史，非常難得。2009年，武陵高中整修面中山路側之圍牆，在原先磚塊基底上塗水泥漆，並掛置學生美術課所作之燒嵌陶版。2016年暑假，武陵高中拆除老舊教師宿舍，只暫時留下2戶有人居住部分，此舉引發校友在Facebook發動「搶救武陵老宿舍」連署活動，約240人參與連署反對拆除教師宿舍。後經協商後決議先拆建築本體；留下屋頂黑瓦交由爭取保留的教師處理。2015年，武陵高中學生抗議禁止穿著短褲出入學校之規定，故意著短褲出校門遭懲處，引發學生抗爭，後在學校與學生協商下宣布可穿著短褲上下學。2016年，武陵與日本山形縣酒田東高校結為姊妹校。2017年九月，武陵高中配合教育部政策，作為延後到校計畫實驗校，並與日本大阪府天王寺高等學校結為姊妹校。
由於桃園市政府為直轄市級，於2017年市府與教育部協商完成，武陵高中由教育部國民及學前教育署轉移給桃園市政府教育局，並於2018年1月1日起更名為「桃園市立武陵高級中等學校」。此事曾引起校方反對。

## 校名由來

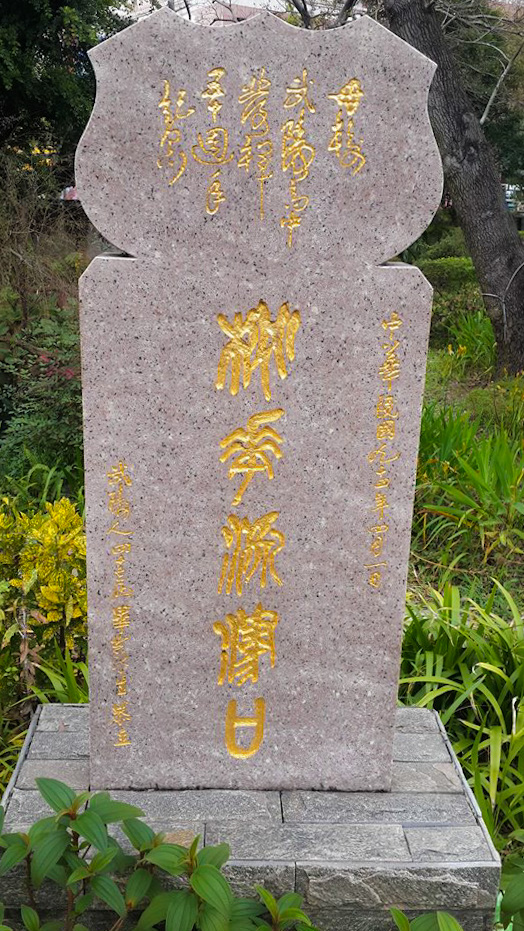
呼應陶淵明桃花源的「桃花源津口碣」，立於2003年，位於美池池畔

桃園地區以「武陵」為校名，最早可溯源到日本統治時期的「武陵國民學校」。該校即是今日的桃園國小，因當時位於武陵街而得名。當時（1941年）的日本統治者，為了推動皇民化運動，凝聚「國民意識」，將日人台人的小學校、公學校名稱統一作「國民學校」。然而，由于民族因素，當時台人就讀的國民學校僅能使用小字街庄名「武陵」，而不能使用具有地理代表性的大字街庄名「桃園」，以同日人就讀的桃園國民學校（今中山國小）區别開來。
「武陵」在桃園地區第二次被作為校名則可追溯至1960年（民國48年）的「武陵國中籌備處」（今文昌國中），而後武陵高中獨立設校時便挪用此名，使用至今。武陵的校名由來眾說紛紜，有些人則另外認為武陵的得名來自於其前身學校「臺北市五省中桃園聯合分部」發音相似的簡稱「五聯」，另也有人認為武陵高中之名取自陶淵明的《桃花源記》中，主角「武陵人」所探訪的桃花源之名與學校所在地地名「桃園」相似的典故。

## 歷任校長
| 任期 | 姓名   | 任職日期   | 離職日期   | 備註                                                   |
| ---- | ------ | ---------- | ---------- | ------------------------------------------------------ |
| 1    | 潘振球 | 1955年1月  | 1956年7月  | 省立臺北成功中學校長兼任，調任臺灣省政府訓練團教育長   |
| 2    | 薛光祖 | 1956年8月  | 1959年3月  | 省立臺北成功中學校長兼任                               |
| 3    | 卜冠東 | 1959年4月  | 1961年11月 | 桃園分部主任升任，調任省立苗栗中學校長                 |
| 4    | 李序僧 | 1961年12月 | 1963年7月  | 任期中輟，後任國立師範大學教授                         |
| 5    | 宋鴻域 | 1963年8月  | 1965年7月  | 原任省立臺中第二中學校長                               |
| 6    | 馮堯春 | 1965年8月  | 1969年7月  | 調任省立竹山高級中學校長                               |
| 7    | 宋金印 | 1969年8月  | 1980年1月  | 原任縣立文山中學校長，著名書畫團體「武陵十友」創辦人   |
| 8    | 侯建威 | 1980年2月  | 1987年7月  | 原任台灣書店經理，調任臺灣省立海山高級工業職業學校校長 |
| 9    | 陳震   | 1987年8月  | 1990年1月  | 原任省立基隆高級中學校長                               |
| 10   | 劉永水 | 1990年2月  | 1998年7月  | 原職桃園縣教育局，調任臺灣省立海山高級工業職業學校校長 |
| 11   | 程為山 | 1998年8月  | 2002年7月  | 原任省立桃園高級中學校長，調任國立苗栗高級商業職業學校 |
| 12   | 吳正牧 | 2002年8月  | 2006年7月  | 原任國立中壢高級商業職業學校校長，任內退休             |
| 13   | 林繼生 | 2006年8月  | 2014年7月  | 原職國立板橋高級中學，任內退休                         |
| 14   | 林清波 | 2014年8月  | 2018年7月  | 原任國立陽明高級中學校長，任滿退休                     |
| 15   | 林煥周 | 2018年8月  | -          | 原任桃園市立桃園高級中等學校校長。                     |

## 學校象徵

### 校訓

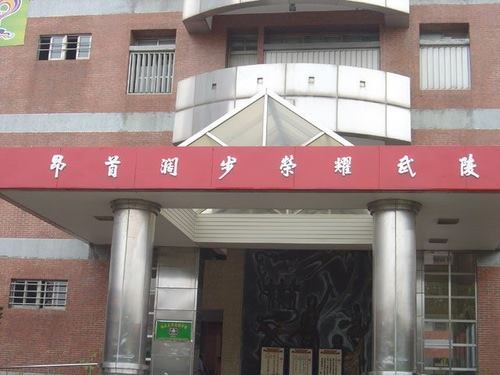
2005年時武陵高中校門標語改成「昂首闊步榮耀武陵」

在1955年創校之初，武陵高中並沒有明訂的校訓，並如此持續直到了1990年5月。當時，劉永水校長任內製作以「昂首闊步的武陵人」為標題之升學海報，並邀請時任桃園國中劉玉勳校長撰寫公開信，表敘在桃園就近入學及遠赴臺北升學之優劣，並廣發至桃園縣內各國中以進行招生。之後，由於反應正面，便延請縣內知名書法家蔡水景書寫，將標語製成大字，標於舊行政大樓正面，面對校門。1995至1997年，舊行政大樓拆除，原有各處室移至新建大樓育菁樓，因此該標語亦輾轉於1997年2月24日在育菁樓正面進行上匾儀式。2005年，標語一度被改成「昂首闊步，榮耀武陵」，引起在校生及校友大力反彈，經由校友在PTT、部落格等網路串連連署，以及在校生與校方溝通之後，校方改回，其中「昂首闊步的武陵人」原有八個字裡的「的」字被除去，即「昂首闊步武陵人」，沿用至今。
在育菁樓川堂正面之紅底鋼字「昂首闊步武陵人」雖非校訓，根據林繼生校長所言，卻「是個能代表武陵師生的精神象徵」。

### 校徽
武陵高中校徽由工藝科的何偉老師所設計，原校徽只有中央五個圓（臺北五省中桃園分部）及黃色稻穗在兩旁，於侯建威校長任內為方便繡於制服，再加上藍色底及紅邊外形。中央紅色五個圓形成梅花外形，五個圓圈代表「五零」，是「武陵」諧音和「五聯」的象徵，梅花外形則是代表國花的愛國意義，紅色代表熱心及努力。兩旁黃色稻穗代表武陵的成長茁壯與和諧團結。「V」字外形表示勝利及美觀，黃色代表成熟與活潑。盾牌的造型有穩定與堅持教育理念的含義，紅色外形與藍色底色中的白色，形成國旗的三原色，除美觀外更有結合梅花的愛國意義。

### 服裝

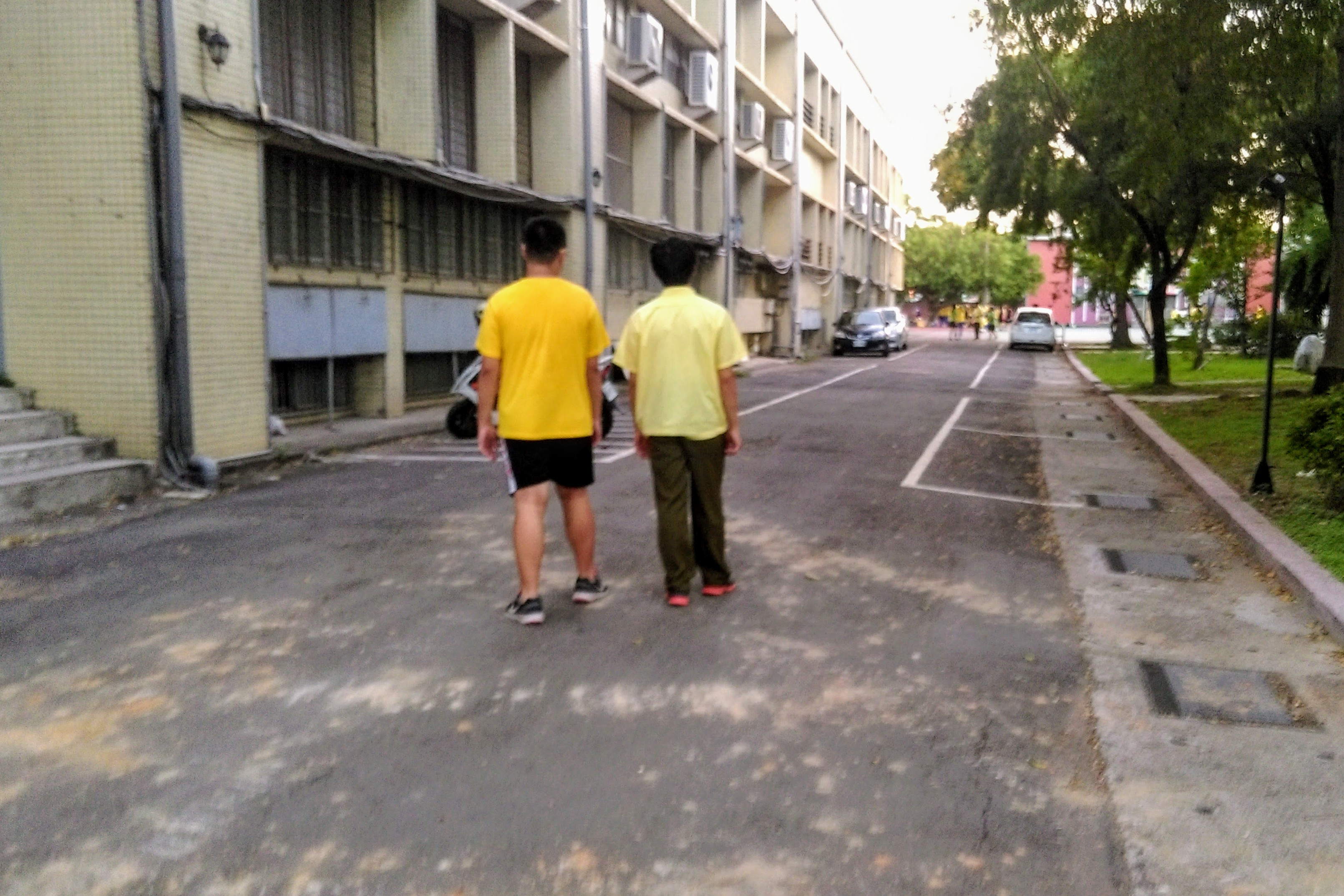
武陵高中的男運動服（左）和制服（右）。

武陵高中是一所施行制服制的學校。服裝分為正式的「制服」與活動用的「運動服」兩種。男生制服為鵝黃襯衫配橄欖綠長褲，夏季為短袖、冬季為長袖。女生為蘋果綠襯衫、橄欖綠短摺裙與橄欖綠長褲。運動服無論男女皆為黃長或短袖衫、藍螢光黃長褲或兩側印有「WU LING」字樣之黑短褲、藍螢光黃外套。也有販售帶有校徽之白色實驗衣。。

創校之初，男採用全套卡其色制服並藍色外套、白色海軍帽，女則是白上衣黑長褲黑短裙黑外套，並一律配以制式腰帶。軍訓服方面，男女皆為全套卡其服，領口處有武陵字樣圓徽，並有專用卡其帽。後女制服一度更改為紫衣黑長褲黑裙，隨後定制為綠衣黑長褲黑裙配以黑外套。當時校服上所繡除校服以外還外標註上下學的方式，「火」代表火車、「步」表示步行、「汽」表示乘客運車上下學。

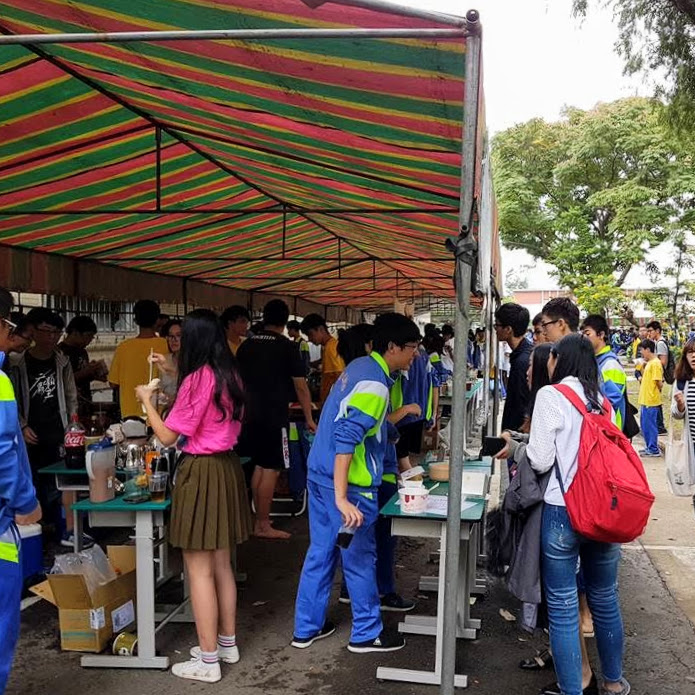
在有校外人士的校園活動時，並不是每個人都會完全依據校服規定穿著。圖為2017年園遊會。

1986年，新式制服開始使用，男黃襯衫加橄欖綠西裝及領帶，女蘋果綠襯衫加橄欖綠西裝領帶加百褶裙，搭配軍訓裝。1988年，髮禁解除，軍訓帽取消；由於女生反應冬天太冷，才又增加女橄欖綠長褲。男制服之後改為新式黃衣橄欖綠褲橄欖綠外套並配以橄欖綠領帶。女長褲短裙及外套亦改為同男長褲顏色，亦配以同色領帶。後因學校自由風氣漸盛，因應學生不習將襯衫紮入褲內，學校始取消制式腰帶之販賣。後亦因學生不習穿著外套考量，於2009年取消制服外套之販賣。依相同原因，學校於2010年將制服領帶定為不必要購買，而現已無販售。

## 教育項目

### 數理資優班

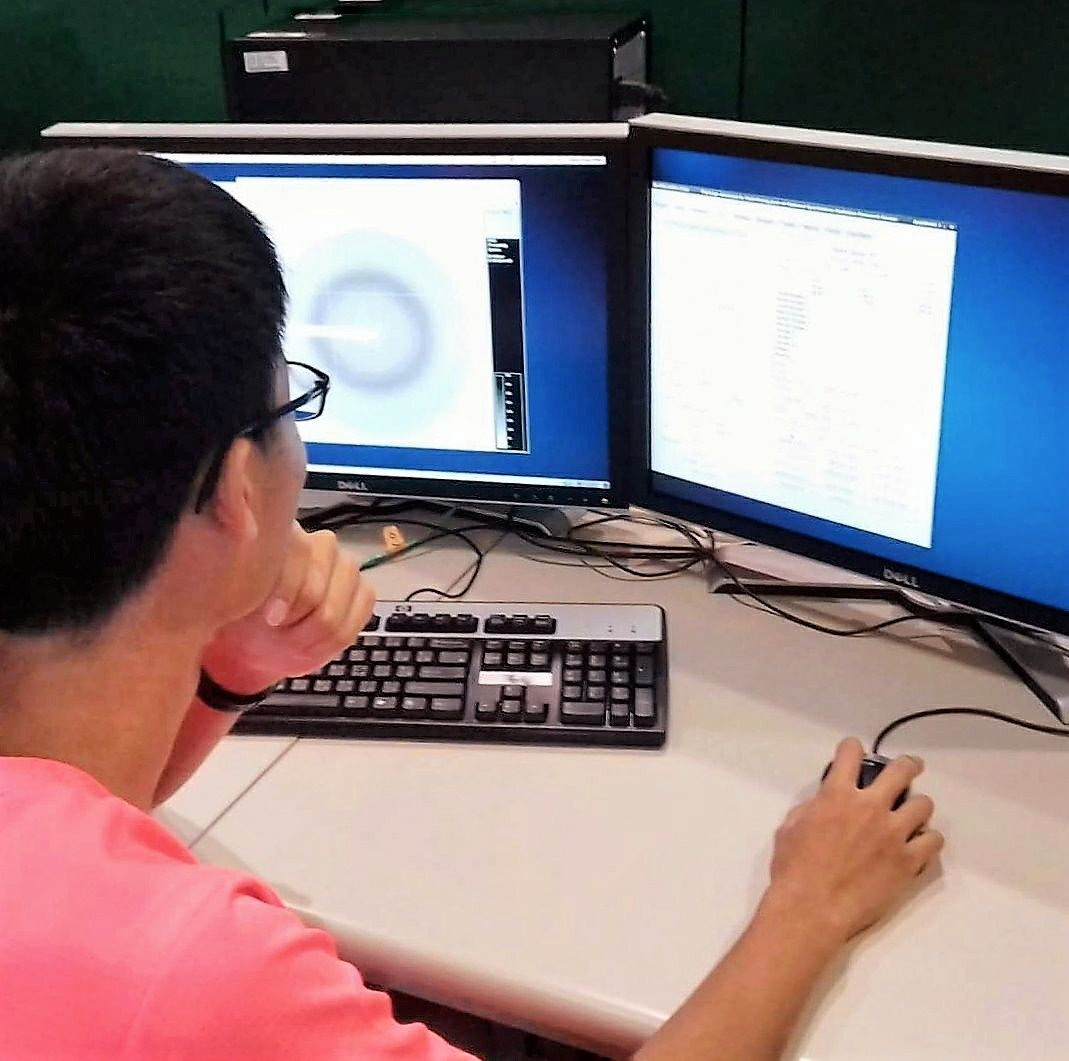
一數理資優班學生參訪新竹國家同步輻射研究中心的實驗

即各年級的1班，1988年成立。數理資優班是一種學術性向資賦優異班級，對數學、生物、物理、化學等數理課程進行特化及進階教育的班級，學生在社團課程時間需上專題研究課程。數理資優班各科教學進度與普通班不同，並通常代表學校參與奧林匹克、學科能力競賽與科學展覽等比賽，並實施專題研究課程。
數理資優班的招考於每年七月進行，面向入學新生採取對內招生。2016以前，學校基於升學考量，行「兩個資優班」制度，將7月初試之通過者編入101、102班，並參加一上學期末舉辦之校內複試甄選，通過者才正式編入101班。自105學年度（2016入學）始，將校內複選移至初選一週後。2018年開始，取消102班的特殊化，後45名混編回普通班。

### 科學班
即目前的103、203、303班。科學班由中華民國教育部在2011年成立，由高中與配合大學共同合作安排課程，旨在提供學生及早接受科學專業領域教育。科學班的招考獨立，異於大多數武陵學生。武陵高中科學班與國立中央大學及長庚大學合作運作。依法令規定，科學班學生於高中前二年先修完三年所需課程，並於高二末辦理資格考，通過者得在第三年進入大學修課。平時增加數理方面課程深度，以及實際操作實驗次數。同時，為培養基礎科學研究能力，在高二安排專題研究課程，以及在高三讓學生能在大學教授的指導下進行個別研究。除此也積極參與各項科展以及奧林匹亞競賽。武陵高中科學班為全台十所科學班之一，亦為全桃園市內唯一的科學班。

### 語文資優班
即120、220、320班，創立于2004年。武陵高中的語文資優班是專注於語文及社會領域的學術性向資賦優異班級，在課程規劃上有第二外語（法語、日語、西班牙語）之安排。2016年前入學的學生，考取語文資優班需於進入高一前通過其舉辦的考試，通過者編入120班，並參加一上學期末舉辦之校內甄選。自2016年起，與數理資優班相同，改為於七月中的資優鑑定初試結束後篩選前45名參與為期一周的課程，並於課程結束後辦理複試，前30名編入語文資優班。

### 音樂資優班
即121、221、321班（皆位於美育館內），成立於1991年。武陵高中的音樂班為一較特別之班級。國中生於畢業之前，報考臺灣北區高中九縣市（苗、竹縣市、桃、北北基、宜、花）音樂班聯合甄試，在學術科通過後，始得加入，並且原則上除非出於自願（例如轉組），否則每學期不再更動學生。課程內容除了學科上的必修及選修外，另有許多與音樂有關之必修／選修課程（術科），例如合唱、音樂基礎訓練、音樂欣賞、和聲學、曲式學、管弦樂合奏、舞台課、樂理、理論作曲等。學生每人皆主修樂器一種。在2012年臺灣電影逆光飛翔中，主修長笛的主角在大學入學課堂上，自我介紹的台詞便是「畢業於武陵高中音樂班」。音樂班近年來常以舉辦大師講座，特邀各國音樂專家在來臺表演之餘前來武陵親自指導學生，並且見報。

## 校園環境

### 地理位置

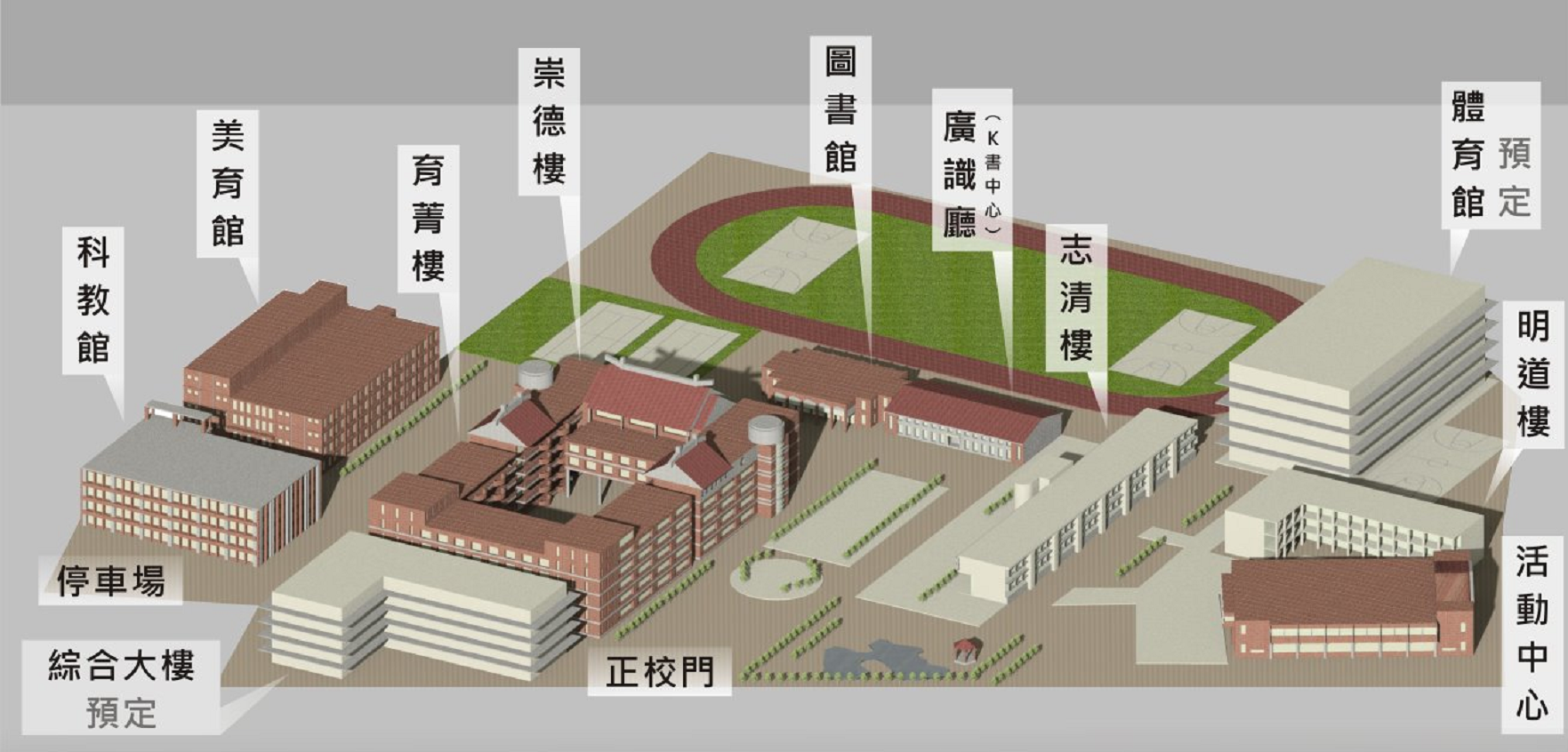
武陵高中在新大樓完工之後的示意圖

武陵高中位於臺灣北部桃園市的桃園區市區西側，接近桃園區與中壢區、八德區交界處。校區位於桃園區南郊茄苳溪畔、省道上。
武陵周圍以住宅區與住商混合區為主：東側是大樓型純住宅區，約400公尺處坐落着中山國小与桃園市立圖書館中路分館，南方是愛買園區。

### 教學建築群

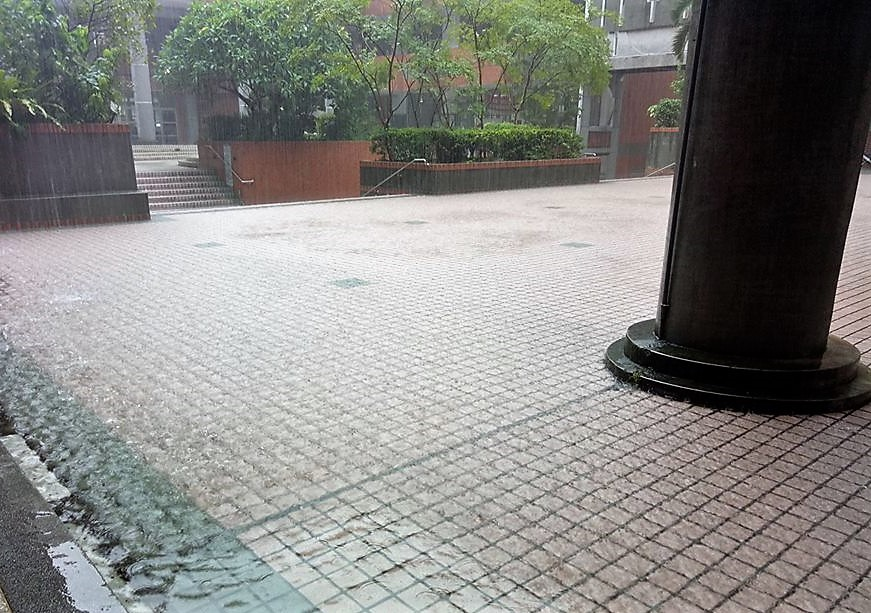
從崇德樓大鏡向外看的雨景

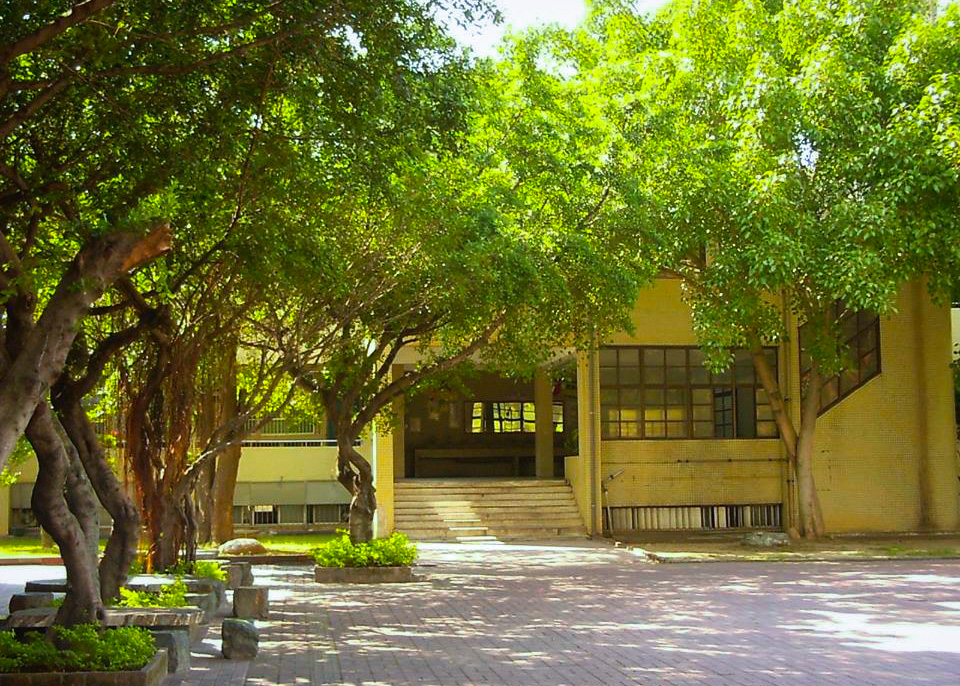
2015年，廁所尚未改建的志清樓中段樓梯

育菁樓和崇德樓
武陵高中的育菁樓與崇德樓座落於大門入口左前方，共計五加一（地下一樓停車場）個樓層，包含一、二、三年級教室、教職員辦公室及各處室。
育菁樓與崇德樓整體外觀成O字型，學校管理處室與部分班級在較早興建、靠外側的育菁樓，內側的崇德樓以班級教室為主。兩樓間以小段天橋（間橋）相通。在崇德樓五樓有擊磬堂（國學講堂）和觀化齋（原住民教室），採用中國式建築風格，主要用於多元化教學。
圖書館
武陵高中的圖書館位於崇德樓後，為三層樓建築，地下室為書庫；一樓為開放式書架和圖書館辦公室；三樓是視聽教室、電腦機房和參考文獻書區。圖書館內有許多藏書供人使用，必要時可憑證借閱。
依據國家圖書館在1997年的調查報告說法，武陵高中圖書館成立於1953年4月1日，依據此報告說法，五省中聯合分部教務處圖書室於1953年成立之後，於1985年8月脫離教務處，改制為圖書館。武陵高中的廣識廳則位於圖書館旁，為一供學生讀書的建築。外觀是紅磚搭配混凝土。創校之初，作為禮堂使用，為現存建物中最早。在2014年為自然崩壞而進行改建。
志清樓與明道樓
志清樓位於大門入口車道右方，1985年建立，黃色磁磚外牆，1樓有員生福利社、資優班資源教室、輔導室、保健室（健康中心）、哺乳室；2樓為數理資優班和語文資優班之教室。地下室為社團辦公室及桌球室。目前志清樓為全校內最老舊之班級教室，近年陸續有漏水等設備老舊問題問題浮現，校方已於2012年將之納入建築物加強工程之中。明道樓則位於活動中心和體育館之間、志清樓後方，有健康教室及二年級編號後面的班級，從二年9班到二年19班。
科教館與美育館
科教館位於學校入口左方，大部分做為自然科相關教室及教學活動使用。整體教室規劃大體分為地球科學實驗室（擁有岩石及礦物標本等）、化學實驗室（擁有化學藥物等）、物理實驗室、生物實驗室及其準備室。另有視聽教室及高瞻討論教室之規劃，可做為各科目教學使用或小型演講等。
美育館則位於科教館前方，主要做為藝文相關活動及課程使用，但亦擁有各種不同類型之教室，包括美術教室、家政教室、烹飪教室、視聽教室、音樂教室、琴房、演藝廳、普通教室、小型會議室等。琴房數間位於三樓，為音樂班課程及排練用，不供普通班學生使用。

### 其他建築

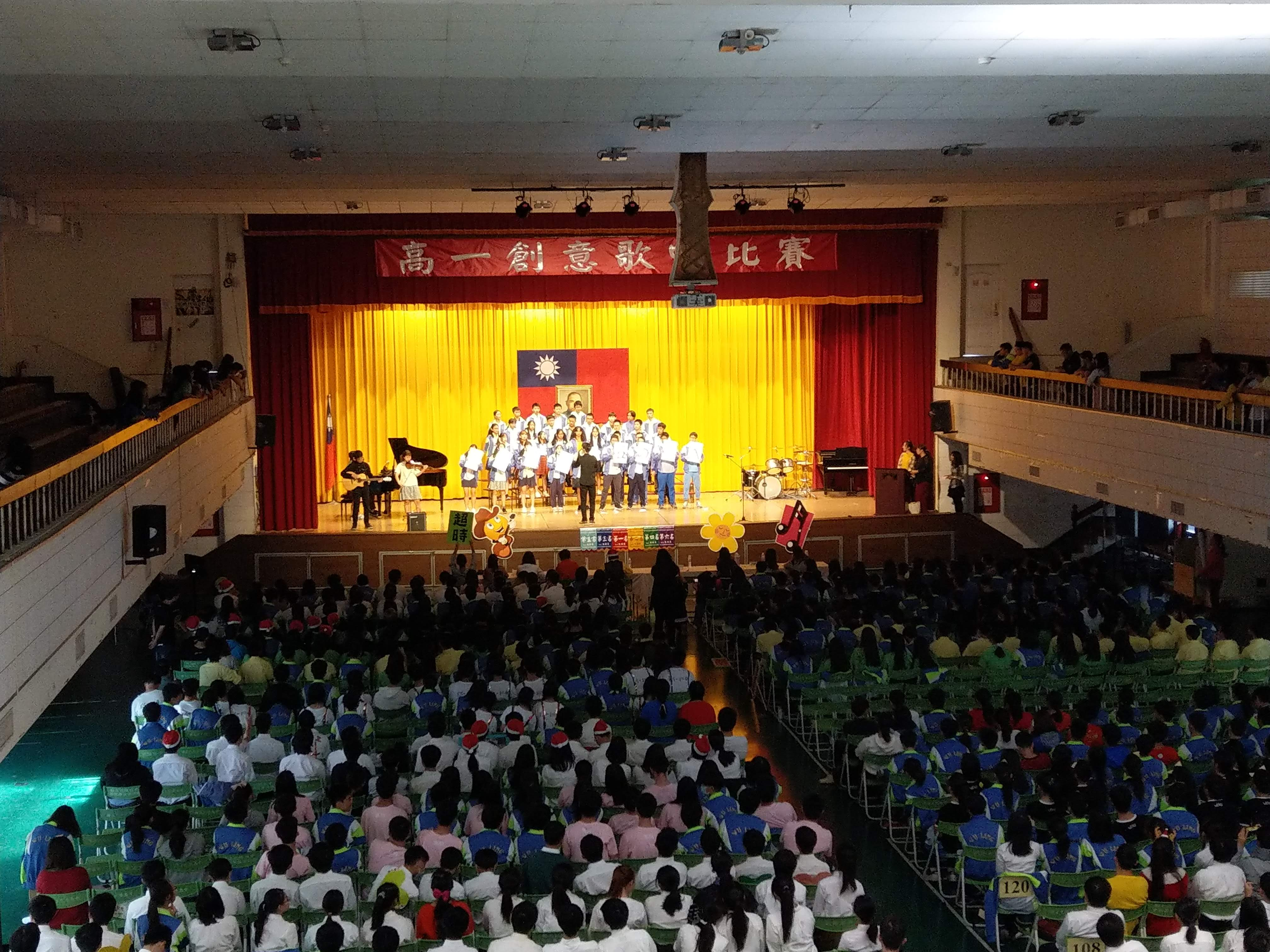
每年於活動中心舉辦的高一歌唱比賽是校園傳統

武陵高中的活動中心，興建於民國79年，座落於入口右方，平時為四個羽球場，需要時可改做做集會活動場地，高一合唱比賽每年在此舉行,未曾在本場地舉辦運動賽事。
武陵高中的大門擁有桃園市唯一的牌坊式設計。在此校門之前的舊校門較為低矮，1986年以後，桃園客運、中壢客運乃至與諸遊覽車皆採新規格，車高加高，造成無法進出校園。時陳震校長遂向教育廳尋求經費改建，但時教育廳認為校門攸關一校門面，若因一校制宜輕易改動規格，往後其他學校有可能為謀校譽而也申請改建校門，遂否決。後武陵高中只能以師生家長慷慨解囊方式募資，並於1990年1月15日，募資三年之後正式完工。橫梁題字「省立武陵高級中學」由中壢高中退休教師李子訒題字。位於學校邊緣的工藝館為一兩層樓建築。一樓有電腦教室，是學生上資訊科技課的教室；二樓有韻律教室及工藝教室，是學生上生活科技課的教室；地下室不開放。武陵高中的體育館則建於1978年，內有體育器材室、女子籃球隊辦公室，體育科辦公室(二層樓)座落於旁。
2018年，武陵高中宣布興建新的新建專科教室大樓（今稱為蘊真樓）。該大樓為地下3層、地上6層的建築物，並增設停車場，改善現有停車動線，提高校園安全。

## 備註
1. ↑  92學年度（2003年）入學的數理資優班也是經歷一次考試。
2. ↑  但武陵高中在1953年時並未成立，因此此報告記載可能有誤。

## 外部連結
- （繁體中文）桃園市立武陵高級中等學校 （页面存档备份，存于）
- （繁體中文）深藍論壇-武陵高中版（桃花源）
- （繁體中文）武陵高中位置（google map） （页面存档备份，存于）
- （繁體中文）國立武陵高級中學的過去與未來 （页面存档备份，存于）